# Landkreis Ostvorpommern
Landkreis Ostvorpommern var en landkreis i den tyske delstat Mecklenburg-Vorpommern, der eksisterede fra 1994 til 2011.
Området lå syd for Østersøen og byen Greifswald, øst for Landkreis Demmin og Landkreis Nordvorpommern samt nord for landkreisene Uecker-Randow og Mecklenburg-Strelitz. I øst dannede Stettiner Haff grænsen til Polen. Kun på øen Usedom var der landegrænse til Polen. Landkreisens administrationsby var Anklam; vigtigste flod var Peene.
Under landkreisreformen i 2011 blev landkreisen lagt sammen med Landkreis Uecker-Randow, byen Greifswald og en del af Landkreis Demmin til den nye Landkreis Vorpommern-Greifswald.

## Byer og kommuner
(Indbyggertal pr. 31. december 2006) – (Kilde: Statistisches Landesamt MV)
Amtsfreie kommuner
- Anklam, by (14.092)
- Heringsdorf (9.426)

Amter med amtstilhørende kommuner/byer
administrationsby er markeret med *
| - 1. Amt Am Peenestrom 1. Buddenhagen (456) 2. Buggenhagen (296) 3. Hohendorf (958) 4. Krummin (253) 5. Lassan, Stadt (1.392) 6. Lütow (368) 7. Pulow (320) 8. Sauzin (411) 9. Wolgast, Stadt (12.359) * 10. Zemitz (876) - 2. Amt Anklam-Land 1. Bargischow (388) 2. Blesewitz (267) 3. Boldekow (604) 4. Bugewitz (319) 5. Butzow (468) 6. Drewelow (182) 7. Ducherow (2.166) 8. Iven (219) 9. Japenzin (217) 10. Krien (792) 11. Krusenfelde (190) 12. Liepen (315) 13. Löwitz (449) 14. Medow (632) 15. Neetzow (637) 16. Neu Kosenow (639) 17. Neuendorf A (153) 18. Neuendorf B (180) 19. Neuenkirchen (324) 20. Pelsin (316) 21. Postlow (409) 22. Putzar (231) 23. Rathebur (164) 24. Rossin (161) 25. Sarnow (505) 26. Spantekow (810) * 27. Stolpe (362) 28. Wietstock (150) | - 3. Amt Landhagen 1. Behrenhoff (772) 2. Dargelin (401) 3. Dersekow (1.106) 4. Diedrichshagen (465) 5. Hinrichshagen (857) 6. Levenhagen (425) 7. Mesekenhagen (1.030) 8. Neuenkirchen (2.329) * 9. Wackerow (1.481) 10. Weitenhagen (1.602) - 4. Amt Lubmin 1. Brünzow (705) 2. Hanshagen (942) 3. Katzow (655) 4. Kemnitz (1.187) 5. Kröslin (1.900) 6. Loissin (889) 7. Lubmin (2.031) * 8. Neu Boltenhagen (640) 9. Rubenow (865) 10. Wusterhusen (1.286) - 5. Amt Usedom-Nord 1. Karlshagen (3.137) 2. Mölschow (845) 3. Peenemünde (345) 4. Trassenheide (963) 5. Zinnowitz (3.700) * | - 6. Amt Usedom-Süd 1. Benz (772) 2. Dargen (563) 3. Garz (205) 4. Kamminke (305) 5. Korswandt (556) 6. Koserow (1.696) 7. Loddin (1.050) 8. Mellenthin (472) 9. Pudagla (444) 10. Rankwitz (654) 11. Stolpe auf Usedom (384) 12. Ückeritz (989) 13. Usedom, Stadt (1.892) * 14. Zempin (943) 15. Zirchow (630) - 7. Amt Züssow 1. Bandelin (672) 2. Gribow (214) 3. Groß Kiesow (1.485) 4. Groß Polzin (493) 5. Gützkow, Stadt (2.776) 6. Karlsburg (1.479) 7. Klein Bünzow (877) 8. Kölzin (365) 9. Lühmannsdorf (728) 10. Lüssow (179) 11. Murchin (916) 12. Rubkow (739) 13. Schmatzin (343) 14. Wrangelsburg (236) 15. Ziethen (432) 16. Züssow (1.504) * |

- Wikimedia Commons har flere filer relateret til Landkreis Ostvorpommern

53°56′N 13°40′Ø / 53.93°N 13.67°Ø